# ファイバーラボ
ファイバーラボ株式会社（英名: FiberLabs Inc.、旧社名: 株式会社KDDファイバラボ）は、KDD（現・KDDI）社内ベンチャー制度を利用し、KDDI総合研究所の光エレクトロニクス研究グループの元メンバーにより設立された企業である。

## 沿革
- 2000年　KDD（現KDDI）の社内ベンチャー制度により設立、(社名：株式会社KDDファイバラボ）
- 2002年　増資によりKDDIの子会社から外れたため、ファイバーラボ株式会社に社名変更。
- 2003年　中小企業創造活動促進法、および、中小企業経営革新支援法の認定を受ける。
- 2007年　埼玉国際ビジネスサポートセンターから世界の最先端を目指し高度な技術を有するつSAITAMAの研究開発企業、エクセレントカンパニーに選定される。
- 2008年　HOYA社からアルミ系のふっ化物光ファイバ事業を買収。
- 2016年　一般社団法人ジャパンプロダクツユニオン（ＪＰＵ）を設立。
- 2022年　川越オフィス開設（〒350-1122　埼玉県川越市脇田町２７－９　栗原ビル４F）

## 概要
KDDI総合研究所(旧名称: KDD研究所）の光エレクトロニクス研究グループが、特殊光ファイバの製造技術を活かし、光ファイバおよび光通信機器の製造業に参入するため、2000年1月に設立された。所在地は、埼玉県ふじみ野市の同研究所内。
ファイバーラボは設立時当初はKDDIの子会社としてスタートしたが、2002年の増資により資本関係的には子会社ではなくなっている。
ファイバーラボの事業特色は、ふっ素化合物を原料とした「ふっ化物光ファイバ」の製造技術を有している点があげられる。一般的な光ファイバは石英ガラスを原料とするが、同社ではZrF4を主成分とするZBLANガラスファイバ（ZrF4-BaF2-LaF3-AlF3-NaF)、およびAlF3を主成分とするAlF3系ガラスファイバ（AlF3-BaF2-SrF2-CaF2-MgF2-YF3）の開発・製造を行っている世界でも数少ない光ファイバメーカである。
同社では、光ファイバの製造だけではなく、希土類元素を添加したふっ化物ファイバを用いた光ファイバアンプ、レーザ、広帯域光源など開発・製造・販売を行っている。中でもプラセオジムを添加したZBLANファイバを用いたＯバンド（1.3 μm帯）光ファイバアンプ（Praseodymium-Doped Fiber Amplifier: PDFA)は同社の主力製品で、商用製品としては現在世界最高の出力パワー+23 dBm（200 mW）の増幅性能を達成している。